# David Verburg
David Verburg (Lynchburg, 14 mei 1991) is een Amerikaans sprinter, die vooral in estafetteverband successen heeft geboekt. Zo veroverde hij meerdere wereldtitels op de 4 × 400 m estafette. Hij nam eenmaal deel aan de Olympische Spelen en veroverde hierbij een gouden medaille, eveneens op de 4 × 400 m estafette.

## Biografie
In 2013 werd Verburg een eerste keer wereldkampioen bij de senioren. Samen met Tony McQuay, Arman Hall en LaShawn Merritt was Verburg de snelste in de finale van de 4 × 400 m estafette. Op de wereldindoorkampioenschappen van 2014 eindigde Verburg op de vierde plaats op de 400 m. Samen met Kyle Clemons, Kind Butler III en Calvin Smith jr. won Verburg de finale van de 4 × 400 m. 
Op de wereldkampioenschappen van 2015 verlengde het Amerikaanse viertal zijn wereldtitel op de 4 × 400 m. Samen met Tony McQuay, Bryshon Nellum en LaShawn Merritt liep Verburg een beste wereldjaarprestatie. Individueel kwam Verburg niet verder dan de halve finales op de 400 m.
Op de Olympische Spelen in Rio de Janeiro nam hij deel aan zowel de 400 m als de 4 × 400 m. Op de 400 m kon Verburg zich kwalificeren voor de halve finales. In de tweede halve finale eindigde hij op de vierde plaats. Deze tijd was niet snel genoeg om zich te plaatsen voor de finale. Hij liep ook mee in de series van de 4 × 400 m. Zijn landgenoten behaalden nadien de olympische titel, zodat ook Verburg een gouden olympische medaille mocht ontvangen.

## Titels
- Olympisch kampioen 4 × 400 m - 2016
- Wereldkampioen 4 × 400 m - 2013, 2015
- Wereldindoorkampioen 4 × 400 m - 2014
- World Relays kampioen 4 × 400 m - 2014, 2015, 2017
- Amerikaans kampioen 400 m - 2015
- NACAC U23 kampioen 400 m - 2012
- NACAC U23 kampioen 4 × 400 m - 2012
- Wereldkampioen U20 4 × 400 m - 2010

## Persoonlijke records
Outdoor
| Afstand | Prestatie          | Datum         | Plaats       |
| ------- | ------------------ | ------------- | ------------ |
| 200 m   | 20,63 s (-0,1 m/s) | 3 april 2015  | Gainesville  |
| 300 m   | 32,17 s            | 7 juni 2015   | Birmingham   |
| 400 m   | 44,41 s            | 26 juni 2015  | Eugene       |
| 800 m   | 1.50,70            | 25 maart 2017 | Coral Gables |

Indoor
| Afstand | Prestatie | Datum            | Plaats      |
| ------- | --------- | ---------------- | ----------- |
| 200 m   | 21,33 s   | 15 februari 2013 | Blacksburg  |
| 300 m   | 34,42 s   | 21 januari 2011  | Blacksburg  |
| 400 m   | 45,62 s   | 23 februari 2014 | Albuquerque |
| 500 m   | 1.01,29 s | 18 januari 2013  | New York    |
| 600 m   | 1.18,06 s | 20 januari 2012  | Blacksburg  |

## Palmares

### 400 m
- 2012:  NACAC kamp. U23 - 45,14 s
- 2014:  Amerikaanse indoorkamp. - 45,62 s
- 2014: 4e WK indoor - 46,21 s
- 2015:  Amerikaanse kamp. - 44,63 s
- 2015: 3e in ½ fin. WK - 44,71 s (in serie 44,43 s)
- 2016: 5e in ½ fin. OS - 45,61 (in serie 45,48 s)

### 4 × 400 m
- 2010:  WK U20 - 3.04,76
- 2012:  NACAC kamp. U23 - 3.03,81
- 2013:  WK - 2.58,71
- 2014:  WK indoor - 3.02,13 (WR)
- 2014:  IAAF World Relays - 2.57,25
- 2015:  IAAF World Relays - 2.58,43
- 2015:  WK - 2.57,82
- 2016:  OS - 2.57,30[1]
- 2017:  IAAF World Relays - 3.02,13